# Shiromajo Gakuen: Owari to Hajimari
Shiromajo Gakuen: Owari to Hajimari é a continuação do filme Lírios Inocentes, estrelado pelo grupo idol japonês Dempagumi.Inc, e conta com a direção de Yukihiko Tsutsumi. Este filme tem as participações especiais de Koike Rina e da seiyuu/cantora Haruka Tomatsu.

## História
A Academia Feiticeiras Brancas é um paraíso acolhedor de garotas que sofrem. Moga Shiratori, que havia sofrido o ferimento mais profundo no coração, torna-se uma feiticeira branca e parte para salvar o mundo. Lina aparece, no entanto, uma bruxa do mal surge para conseguir dinheiro criando um novo mundo usando sua magia. A fim de salvar Lina, que foi aprisionado pela magia negra, Mogawa parte à Academia Feiticeiras Negras. Começa uma batalha entre as academias de feiticeiras, e três magos vermelhos chegam para ajudar. Este é o começo da lenda da feiticeira que esconde o mistério da chave.

## Elenco
Dempagumi.Inc
- Moga Shiratori (Moga Mogami)
- Nemu (Nemu Yumemi)
- Mirin Yukino (Mirin Furukawa)
- Eimi (Eimi Naruse)
- Ayane (Ayane Fujisaki)
- Risa (Risa Aizawa)

Elenco Adicional
- Kasumi Shiratori (Kasumi Yamaya)
- Rina Koike
- Mao Ichimichi
- Miyuki Torii
- Arisa Komiya
- Fuuka Nishihira
- Nina Endo
- Sho Tomitz
- Rin Honoka
- Tsuji Ibuki
- Usa Sakurano
- Haruka Tomatsu
- Syuusuke Saito

## Curiosidades
- A atriz e cantora Haruka Tomatsu também dublou a personagem Asuna Yuuki, no anime Sword Art Online.
- Do elenco do filme anterior, somente a Kasumi Yamaya retorna para interpretar sua personagem.
- Rina Koike interpretou a personagem Luna Tsukino/Sailor Luna, em Pretty Guardian Sailor Moon. Em 2014, participou do dorama Sailor Zombie.